# Orlaya
Orlaya là chi thực vật có hoa trong họ Apiaceae.

## Hình ảnh

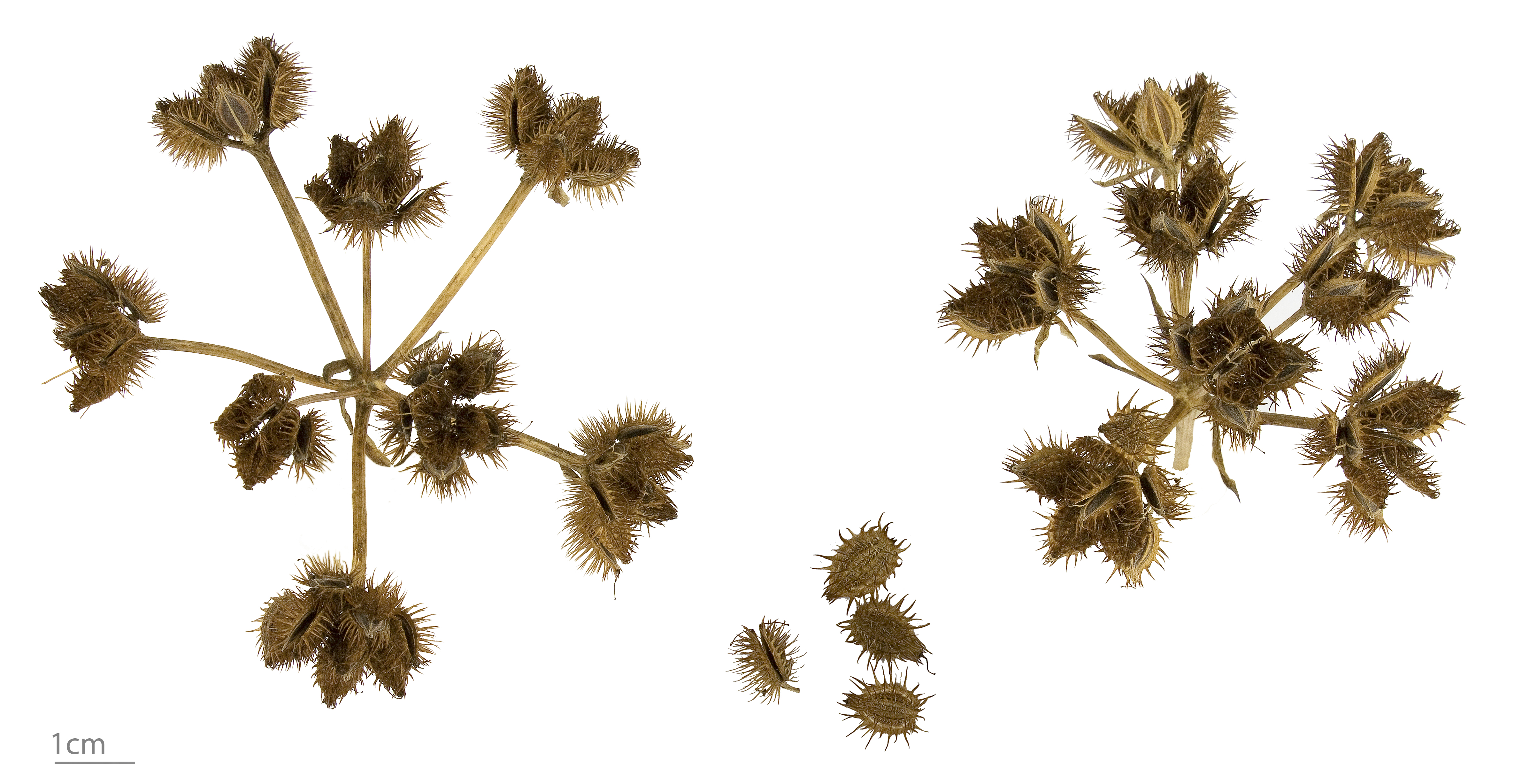
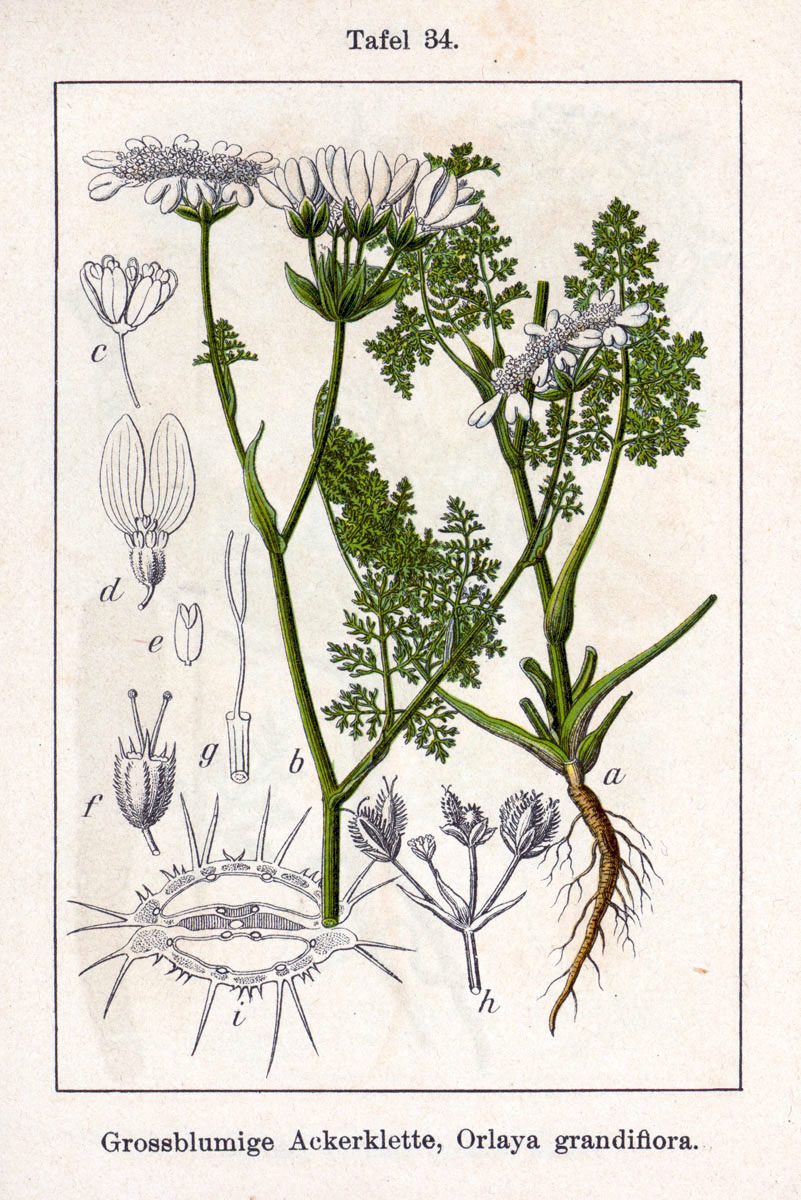